# Kulturní kapitál
Kulturní kapitál představuje „institucionalizované široce sdílené kulturní signály (postoje, preference, formální vědění, jednání, statky, oprávnění) používané jako nástroje sociální a kulturní exkluze“. Lze říci, že pojem označuje zvláštní formu získaných předpokladů
jedince či skupiny k získání určitého sociálního statusu. Do kulturního kapitálu patří verbální obratnost, obecné kulturní povědomí, či dosažené vzdělání. Typy znalostí, dovedností a kvalifikace svým
držitelům poskytují různé výhody. Kulturní kapitál může být ztělesňován
konkrétními verbálními projevy či držením těla, objektifikován v kulturních
produktech, jakými jsou například umělecká díla nebo institucionalizován ve
formě dosaženého vzdělání.

## Vztah k ostatním druhům kapitálu
Pojem v 70. a 80. letech 20. století rozšířil Pierre Bourdieu. V díle The Forms of Capital (1986) rozlišuje Bourdieu tři druhy kapitálu:
- Ekonomický - tvoří hmotné statky a finanční kapitál, kterými jedinec disponuje
- Sociální - souhrn užitečných sociálních kontaktů, styků a známostí
- Kulturní - nabyté předpoklady jedince vedoucí k dosažení určitého sociálního statusu

Oproti hmotné podstatě ekonomického kapitálu, sociální a kulturní kapitál má formu kapitálu nehmotného. Všechny jeho druhy přinášejí svému vlastníku zisk. Kapitál v nehmotných podobách nemusí být směnitelný, jeho užíváním jej vlastník nespotřebovává, naopak jej posiluje. Z jejich podob ve formě vzdělání a sociálních kontaktů jedince může těžit celá společnost. Jsou však od svého vlastníka neoddělitelné a jeho smrtí zanikají.
Bourdieua říká, že distribuce kulturního kapitálu je ve společnosti stejně nerovnoměrná jako je tomu v případě kapitálu ekonomického a také že tyto dva kapitály jsou mezi sebou vzájemně převoditelné. Příkladem mohou být rodiny s vysokým ekonomickým kapitálem, které mohou svým dětem poskytnout delší dobu studia či mobilizace kulturního kapitálu při získávání lepšího uplatnění na trhu práce.

### Internet a kulturní kapitál
Značná část odborníků na vývoj kulturního kapitálu se shoduje, že rozvoj internetu a ostatních technologií v poslední době výrazně ovlivňuje podobu kulturního kapitálu. (např. Prieur & Savage, 2013; Roose, 2015). Se stoupajícím významem technologických a ekonomických oborů na úkor oborů humanitních zároveň odpoutává kulturní kapitál od jeho humanitní definice a transformuje jej spíše na “expertní znalost v oblasti vědy, technologií, informačních systémů a obecné zvládnutí různých typů technických a vědeckých procedur”(Prieur & Savage, 2013, p. 238). I sám Bourdieu ve svých novějších dílech připustil možné nahrazení pojmu kulturní kapitál za “informační kapitál”(Bourdieu & Wacquant, 1992, p. 119).

## Formy
Bourdieu rozlišuje tři formy kulturního kapitálu:
- Vtělený - je ukryt ve způsobu našeho myšlení.[8] Obsahuje osobnostní schopnosti, znalosti, vkus a preference člověka, jak se umíme pohybovat v sociálním prostoru. U tohoto druhu kulturního kapitálu záleží více než kde jinde na výchově a vzdělání, úspěšné socializaci a přijetí společenských norem.
- Objektivizovaný - je materiální formou kulturního kapitálu.[8] Vychází z odlišného vybavení domácností, jako jsou knihy, hudební nástroje, obrazy, obecně kulturní artefakty, které objektivizují velikost kulturního kapitálu v rodině. Tyto rozvíjejí povědomí o kultuře a tím následně umožňují sdílení nabytých vědomostí s ostatními jedinci.
- Institucionalizovaný - představují jej společensky uznávané doklady o výšce kulturního kapitálu (formální akademické hodnosti, tituly apod.), které je možné snadno směnit za ekonomický kapitál.[8]

Všechny tři složky kulturního kapitálu se kombinují, jsou propojené a navzájem se posilují. Kulturní kapitál se spojuje s konkrétní osobou. Projevuje se v chováních a názorech člověka, souvisí s jeho jednáním (habitem), k němuž má člověk dispozice.

## Rozvoj a užití
K rozvoji kulturního kapitálu dochází u většiny lidí v rodině a ve vzdělávacích zařízeních. Začíná se vytvářet již v raném dětství v procesu socializace dítěte a jeho učením se základním dovednostem. Tvorba kulturního kapitálu závisí na schopnostech orientace ve společensky uznávaných kruzích. V moderní populaci je velmi žádaným atributem právě společenské postavení, které svému majiteli následně produkuje finanční zisk a uznání od ostatních jedinců. Odborníci se v nazírání na pojem kulturní kapitál liší. V zásadě se však shodují, že jej nelze zaměňovat s kapitálem lidským, který je chápán jako souhrn schopností a vlastností získaných praxí. Kulturní kapitál, na rozdíl od kapitálu lidského, má potenciální schopnost tvořit třídu.
Ke kulturnímu kapitálu bylo vytvořeno mnoho různých studií, co ale má většina z nich společného je Bourdie, jako základní stavební prvek jejich tezí.
Například Paul DiMaggio ve svých studií rozšiřuje Bourdieua pohled na kulturní kapitál a jeho vliv na vzdělání. V článku Dopad stavové kultury na stupně středoškolských studentů v americkém sociologickém přehledu, zveřejněném v jeho časopise Kulturní kapitál a úspěch, DiMaggio říká: “Oproti Bordiemu, měřím kulturní kapitál vysoko školských studentů, za použití vlastních zpráv o zapojení do umění, hudby a literatury.” 
Richard A. Peterson a Albert Simkus, v roce 1992, rozšířili Bourdieua teorii kulturního kapitálu o analýzu údajů z průzkumu o obyvatelích Spojených států amerických, ve svém výzkumu “Jak hudební styl označuje stav pracovních skupin”. V tomto díle přišel Peterson s termínem “kulturní všežravci”, který je zde věnován anomálii, poukazující na to, že lidé vyššího společenského postavení nebyli, na rozdíl od speciálních hromadných modelů, vyvinutých francouzskými učenci, proti zapojení do aktivit, propojených s populární kulturou.  Touto prací odmítli univerzální adaptaci teorie kulturního kapitálu, obzvláště v 20. století v post-industriálních společnostech, jako jsou Spojené státy.
Na práci Richarda A. Petersona a Alberta Simkuse navázali mnozí další teoretici, např. Ericson (1996), Bryson (1996, 1997), Simtas a Alvaréz (2002, 2004), a mnoho dalších. Z jejich studiích vyplývá, že část obyvatel s vyšším postavením v USA a Evropě má všeobecně širší kulturní vyžití a věnuje mu více svého času, než zbytek obyvatel.
Ve Velké Británii, v roce 2015, Louise Archer a jeho kolegové vyvinuli koncept vědeckého kapitálu. Tato práce, čerpá, jako všechny předchozí, z prací Bourdieua, kde se zejména opírá o jeho studie zaměřené na reprodukci sociálních nerovností ve společnosti. Vědecký kapitál je zde tvořen kulturním a společenským kapitálem, a byl vytvořen jako způsob k pochopení, jaké vlivy vedly některé k děti k pokračování ve vědecké dráze. Tato studie pomáhá pochopit různým odborníkům, co utváří kladný/záporný vztah mladých lidí k vědě.
Podle George Farkase  mají poznatky teoretiků kulturního kapitálu dalekosáhlé důsledky, například i ekonomické. Argumentuje, že jednotlivci pocházející z ekonomicky slabších poměrů postrádají dovednosti a návyky potřebné k úspěchu ve stále více konkurenčním světě. Ve svém díle zároveň kritizuje neschopnost školství v podpoře znevýhodněných dětí, nepodporující tak jejich možnosti úspěchu v dynamicky vyvíjející se ekonomice.

## Předávání kulturního kapitálu v rozdílných sociálních skupinách
V nižších společenských vrstvách tzn. dělnických a chudších rodinách
se rodiče nesnaží dětem vysvětlovat věci, ale rovnou jim říkají, co mají dělat. Rodiče tak nevytvářejí vhodné podmínky, ale spoléhají, že se jejich potomci zabaví sami. Etnografka Annette Lareau, která vycházela z Bourdieho
teorie, ve své studii uvádí, že děti z dělnického prostředí přijímaly fakt, že rodinná finanční situace omezuje jejich aspiraci. Podle autorky se tento rodičovský styl neslučuje se současnými normami společenských institucí.
Rodiče ve středních vrstvách se zajímají o pocity a názory svých dětí; volnočasové aktivity plánují na rozdíl od dělnické třídy společně. Jejich potomci jsou naučeny společenských pravidlům (oční kontakt nebo podání ruky) a jsou obratné při konverzaci. Autority považují za sobě rovné a v jejich společnosti se cítí přirozeně. Lareau ve své studii v praxi poukázala na předávání kulturního kapitálu z generace na generaci a jeho spjatost se sociálními třídami. V závěru studie zjistila, že děti středních vrstev jsou vystavovány většímu stresu zapříčiněného úsilím o naplnění požadavků svých rodičů.
Přestože hlavní roli v získání kulturního kapitálu podle Bourdieho hraje vzdělání, které je otevřené všem vrstvám, Bernsteinm Willis a Mac an Ghail poukázali na fakt, že děti s již získaným kulturním kapitálem z rodinného prostředí jsou ve školách zvýhodňovány. Mnoho dětí z nižších tříd školský systém považuje za intelektuálně nedostatečné. Na základě toho je podporována kulturní reprodukce sociálních nerovností.

## Teoretický výzkum
Koncept kulturního kapitálu vzbudil zájem teoretiků a výzkumných pracovníků po celém světě. Jeho využití je nejčastěji spojeno se vzdělávacím systémem, ale výjimečně byl využit či rozvinut i v jiných oborech, například při zkoumání nerovnosti ve společnosti.
Výzkum Emirbayera & Williamse (2005) využívá Bourdieuho dílo osvíceným způsobem. Emirbayer a Williams požívají Bourdieuho pojem oblast a kapitál k prozkoumání mocenských vztahů v oblasti sociálních služeb. Autoři ve výzkumu hovoří o dvou oddělených oborech, které působí ve stejné oblasti a o druzích kapitálu, které jsou legitimní a hodnotné. Konkrétně ukazují jak lidé bez domova mohou mít "staff-sanctioned capital" nebo "client-sanctioned capital" a vysvětlují, že to zda jsou oba kapitály zároveň žádoucí a nežádoucí, hodnotné a znevažované, zaleží na tom, z pohledu kterého ze dvou oborů se na ně díváme. Nicméně autoři jasně nedefinují "staff sanctioned" a "client sancioned capital" jako kulturní kapitál.

## Kritika
Teorie kulturního kapitálu Pierra Bourdieu je kritizována kvůli své volné definici, která nejednoznačně vymezuje celkový koncept a příliš zdůrazňuje význam kulturních signálů. Kulturní kapitál tak ve svém vrstveném systému jeho pojetí působí velice široce a nejednoznačně.
Britský sociolog John H. Goldthorpe poukazuje na nesnadné zasazení kulturního kapitálu do sociologického experimentu. Říká, že chápání konceptu kulturního kapitálu je tak rozsáhlé, že znesnadňuje, ne-li znemožňuje již zmíněné zasazení do experimentu a často je použita jen jedna část teorie. Rozsáhlost konceptu touto vnitřní nejednoznačností vede k znehodnocení teorie jako celku. 
Podle Michelle Lamontové a Annette Lareauové je při aplikaci hypotézy, která vychází z jeho teorie potřeba určit, které kulturní praktiky jsou natolik vzácné, že poskytují hledanou rozdílnost. Bourdieho model kulturních praktik předpokládá, že jsou kulturní praktiky srovnány na stejné úrovni, což zmíněné autorky vyvrací příkladem různých multikulturních skupin populace, které určují své normy odlišně. Pří utváření sociální identity opomíjí Bourdieu praktické individuální schopnosti a význam hodnot.
Britský sociolog Richard Jenkins označuje Pierra Bourdieu za jednoho z nejkritizovanějších sociologických klasiků, což podle něj znamená, že větší míra kritiky často dokládá nadprůměrnou kvalitu dané práce.